# インモラル物語
『 インモラル物語 』（ いんもらるものがたり、 仏：Contes immoraux 、 英：Immoral Tales ）は、1974年に製作されたフランスのオムニバス映画。ワレリアン・ボロズウィック監督作品。

## ストーリー

### 第1話・満潮
現代。大学生のアンドレ（Ｆ・ルチニ）は、休暇をノルマンディの叔母の家で過ごすためにパリからやってきた。十六になる美しい従妹ジュリー（Ｌ・ダンヴェルス）を誘って初秋の海に遊びにいった。彼は秘かに心に期するものがあった。それは満潮時に合わせて性的なエクスタシーに達することだった。崖の切りたった荒涼たる海辺で、アンドレはジュリーに己れのペニスを含ませ快楽にのたうつ。 

### 第2話・性書テレーズ
一八九〇年。テレーズ（Ｃ・アレキサンドラ）は、日曜のミサをさぼったために、バツとして物置小屋に閉じ込められた。食糧として差し入れられたのはキュウリが数本だけ。無聊をなぐさめるテレーズは一冊の秘本を発見した。思わずテレーズはキュウリを己れの局部におしあてた。つまり、幽閉の生活は、思いもかけない快楽の時に転じたのだ。十分満足した彼女は、物置小屋を脱走して心地よい春の風が吹く野に出た。と、突然、一人の浮浪者が彼女に襲いかかった。 

### 第3話・女伯爵バトリー
一六一〇年。ハンガリーのある地方の領主バトリー伯爵の夫人エリザベート（パロマ・ピカソ）は、ときどき従者イスファン（Ｐ・クリストーフェ）を従えて領地を廻ることがあった。その目的は、処女を探して自分の館に連れ帰ることだった。処女たちは素裸にされると夫人の寝室に集められた。そこへ、素肌に薄いレースをまとった夫人が現われる。長いこと裸にされていた処女たちは身にまとうものほしさに、夫人に突進する。その奪い合いを、夫人はマゾヒスティックに見つめている。やがてそこに、サーベルをたずさえたイスファンが現われた。ひとときののち、夫人は血のフロにつかる。いうまでもなく、それは処女たちの血だ。フロから出た夫人はイスファンとベッドに入る。イスファンは男装の美少女だった。しかし、そのイスファンは守備隊長と通じていて、夫人との情事のあと、夫人を逮捕させた。
このストーリーはエリザベート・バートリーことバートリ・エルジェーベトをモデルにした物である。

### 第4話・ルクレチヤ・ボルジア
一四九八年。法王アレクサンドル六世（Ｊ・ベリニツィ）は、毒薬で有名なボルジア家の当主であり、絶大な権力を握っていた。放蕩三昧をつくしたアレクサンドルの最後の遊びは、自分の娘ルクレチヤ（Ｆ・ベラミー）の婿が不能であることをいいことに、娘と交わることだった。ちょうどその頃ローマでは、教会内部の腐敗への批判が高まり、宗教改革の運動が盛り上がろうとしていた。アレクサンドルはルクレチヤを裸にし、彼女の兄のチェザーレ（Ｌ・ベリニツィ）をまき込んでセックスにふけっていた。月が満ち、ルクレチヤは赤ん坊を生みおとした。

## キャスト
- ジュリー：リセ・ダンヴェルス（フランス語版）
- アンドレ：ファブリス・ルキーニ
- テレーズ：シャーロッテ・アレクサンドラ（英語版）
- エリザベート：パロマ・ピカソ
- イシュトヴァーン：パスカル・クリストフ（フランス語版）
- マリー・フォルサ（クレジットなし[1]）
- ルクレツィア・ボルジア：フローレンス・ベラミー
- アレクサンデル6世：ジャコポ・ベリニツィ
- チェーザレ・ボルジア：ロレンゾ・ベリニツィ